# Katherine Maher
Katherine Maher (født 18. april 1983) er administrerende direktør for Wikimedia Foundation.
Hun har en bachelor fra New York Universitet og har arbejdet ved Verdensbanken, UNICEF, og AccessNow.org.
Maher kom til Wikimedia Foundation i 2014 som kommunikationschef.
Hun blev konstitueret som leder af organisationen efter at Lila Tretikov trak sig i 2016. Senere på året blev hun fastansat i stillingen.